# ستيفانو دينزفيل
ستيفانو دينزفيل (بالهولندية: Stefano Denswil) (7 مايو 1993 بزاندام في هولندا - ) هو لاعب كرة قدم هولندي في مركز الدفاع. شارك مع منتخب هولندا تحت 17 سنة لكرة القدم ومنتخب هولندا تحت 19 سنة لكرة القدم ومنتخب هولندا تحت 21 سنة لكرة القدم. أما مع النوادي، فقد لعب مع أياكس أمستردام ونادي كلوب بروج وشباب أياكس.

## وصلات خارجية
- ستيفانو دينزفيل على موقع الاتحاد الأوربي (الإنجليزية)
- ستيفانو دينزفيل على موقع اتحاد تركيا (لاعب) (الإنجليزية)
- ستيفانو دينزفيل على موقع قاعدة بيانات كرة القدم.إي يو (الإنجليزية)
- ستيفانو دينزفيل على موقع ناشيونال فوتبول تيمز (الإنجليزية)
- ستيفانو دينزفيل على موقع Soccerway.com (الإنجليزية)
- ستيفانو دينزفيل على موقع عالم كرة القدم.نت (الإنجليزية)
- ستيفانو دينزفيل على موقع AS.com (الإسبانية)